# Тонешть (Леляска, Олт)
Тонешть, Тонешті (рум. Tonești) — село у повіті Олт в Румунії. Входить до складу комуни Леляска.
Село розташоване на відстані 137 км на захід від Бухареста, 40 км на північ від Слатіни, 70 км на північний схід від Крайови, 133 км на південний захід від Брашова.

## Населення
За даними перепису населення 2002 року у селі проживали 467 осіб, усі — румуни. Усі жителі села рідною мовою назвали румунську.